# Mellom-Vikna
Mellom-Vikna est une île de la commune de Nærøysund , en mer de Norvège dans le comté de Trøndelag en Norvège.

## Description
L'île de 57 km2 est l'une des trois grandes îles de l'archipel de Vikna. Dans le village de  Garstad (en) se trouve la Garstad Church (en). La Vikna Wind Fram (en), qui a été créé  en 1991, a été le premier parc éolien de Norvège. Il était situé sur Husfjellet (94 mètres d'altitude) près de Garstad. Après avoir atteint depuis longtemps sa durée de vie technique, il a été démantelé en 2015.
La route départementale 770 la traverse et la relie aux îles Ytter-Vikna et Inner-Vikna.

## Galerie

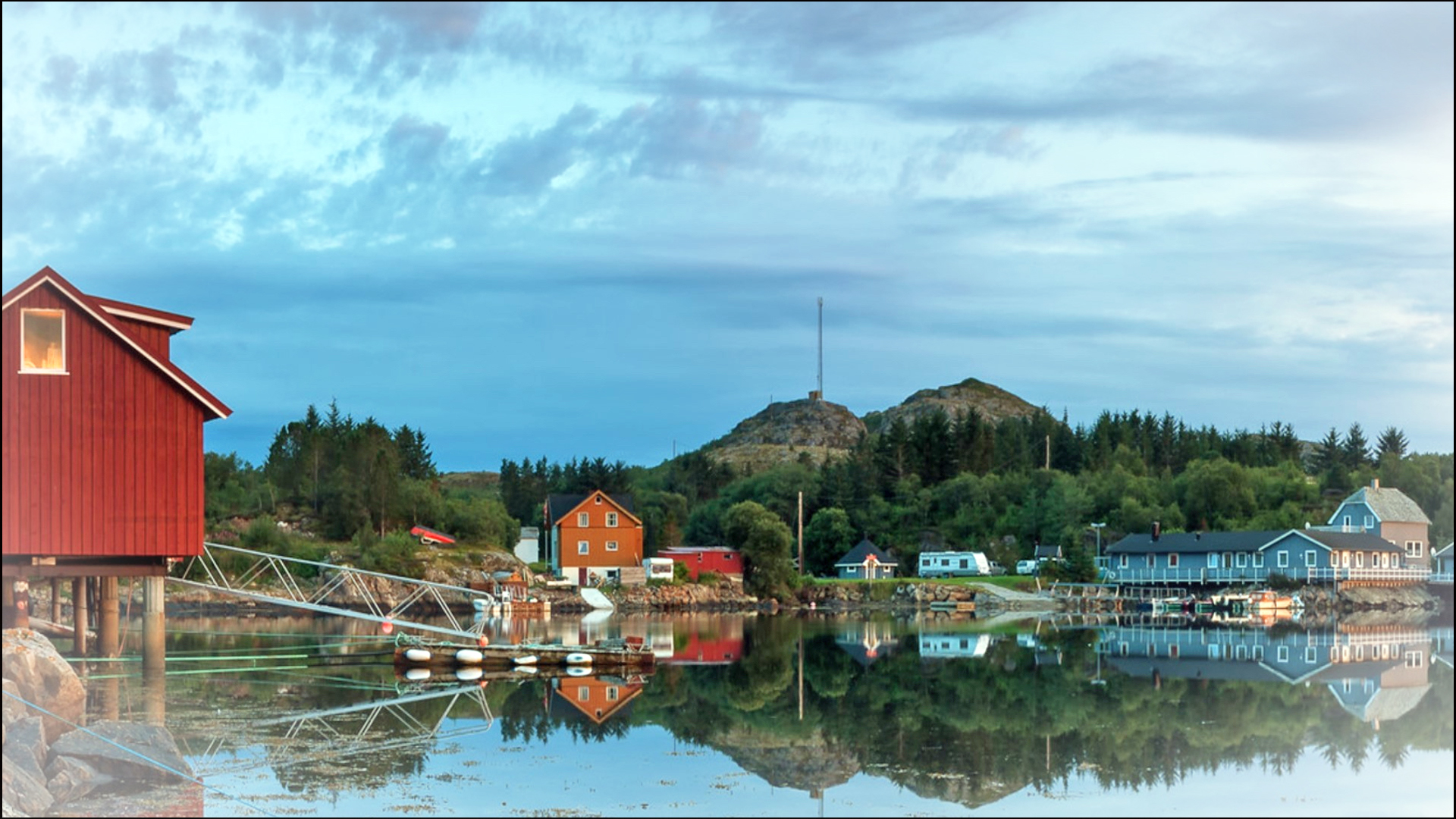
Village de Drag
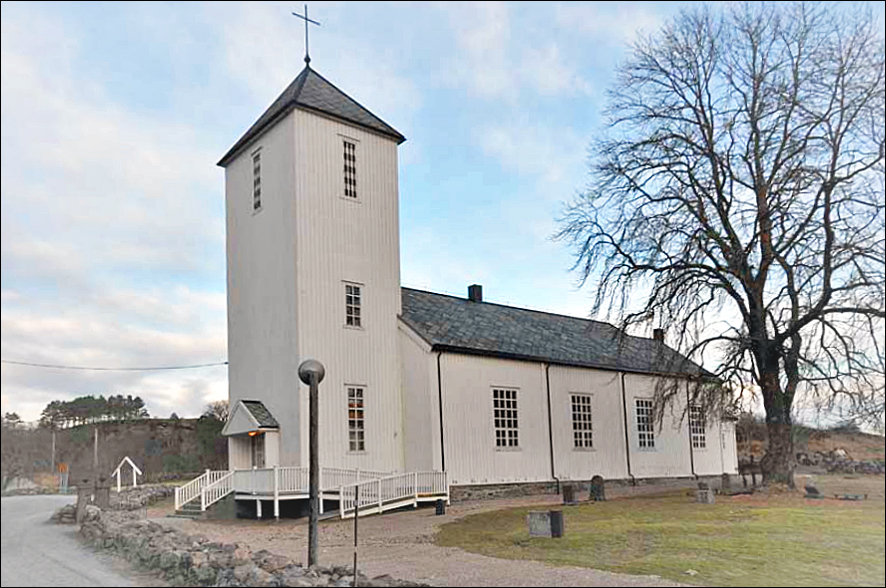
Eglise de Garstad